# كنيسة القديس بولس (أم الرصاص)
كنيسة القديس بولس كنيسة أثرية، تقع بالمدينة القديمة في أم الرصاص، الأردن. تم تشييدها قبل الفتح الإسلامي للشام، وتحديدًا في القرن السادس. وقد بُنيت بالطراز البيزنطية البازيلكي، حيث كُرّست للقديس بولس.
للكنيسة خصائص مشتركة مع المباني الدينية الأخرى في المدينة، وخصوصًا كنيسة القديس أسطفان الموجودة بالقرب منها. حيث أن لها مدخلان في الجدار الجنوبي. ولكنها تحتلف في وجود رواق مبلط أمام الباب في الجانب الشرقي، كما تتميز أيضاً بوجود رواق بأعمدة أمام البوابتين. وعلاوة على ذلك، من الناحية الطقسية، يلاحظ في الكنيسة كشكان على الجدار الشرقي لهما علاقة مع غطاء حاوية الآثار الدينية المقدسة الذي وجدت خلال التنقيب.

## تاريخ
بُنيت كنيسة القديس بولس والفسيفساء في النصف الثاني من القرن السادس في وقت المطران سيرجيوس. وكانت تُستخدم بشكل طقوسي على الأقل حتى منتصف القرن الثامن. بعد ذلك سكن فيها عائلة بدوية التي بنيت غرفة إضافية في داخل وخارج الكنيسة. دام السكن حتى القرن العاشر عندما انهار السقف. وبعد سقوط الأقواس تبعت فترة غير معروفة.

## معرض صور

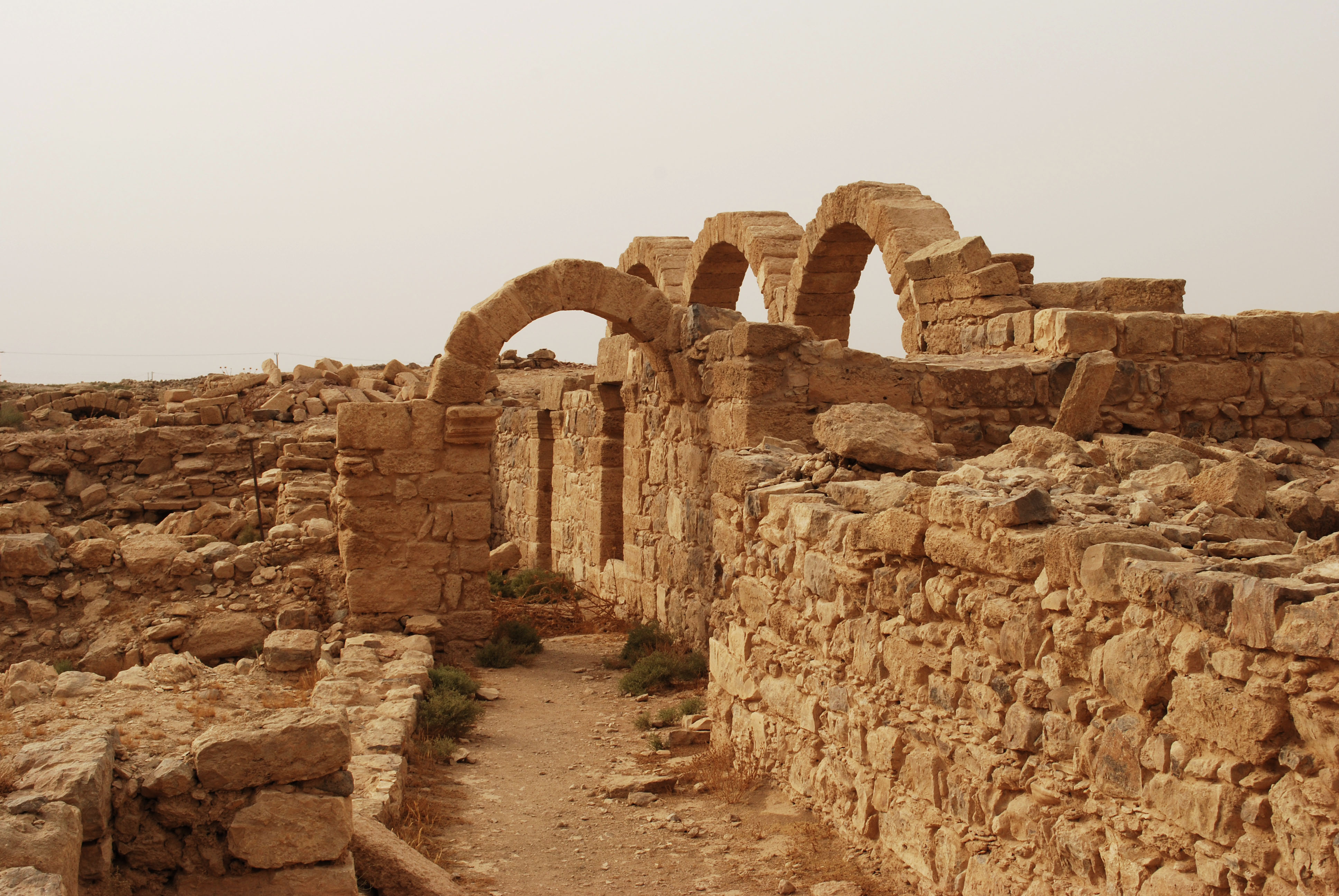
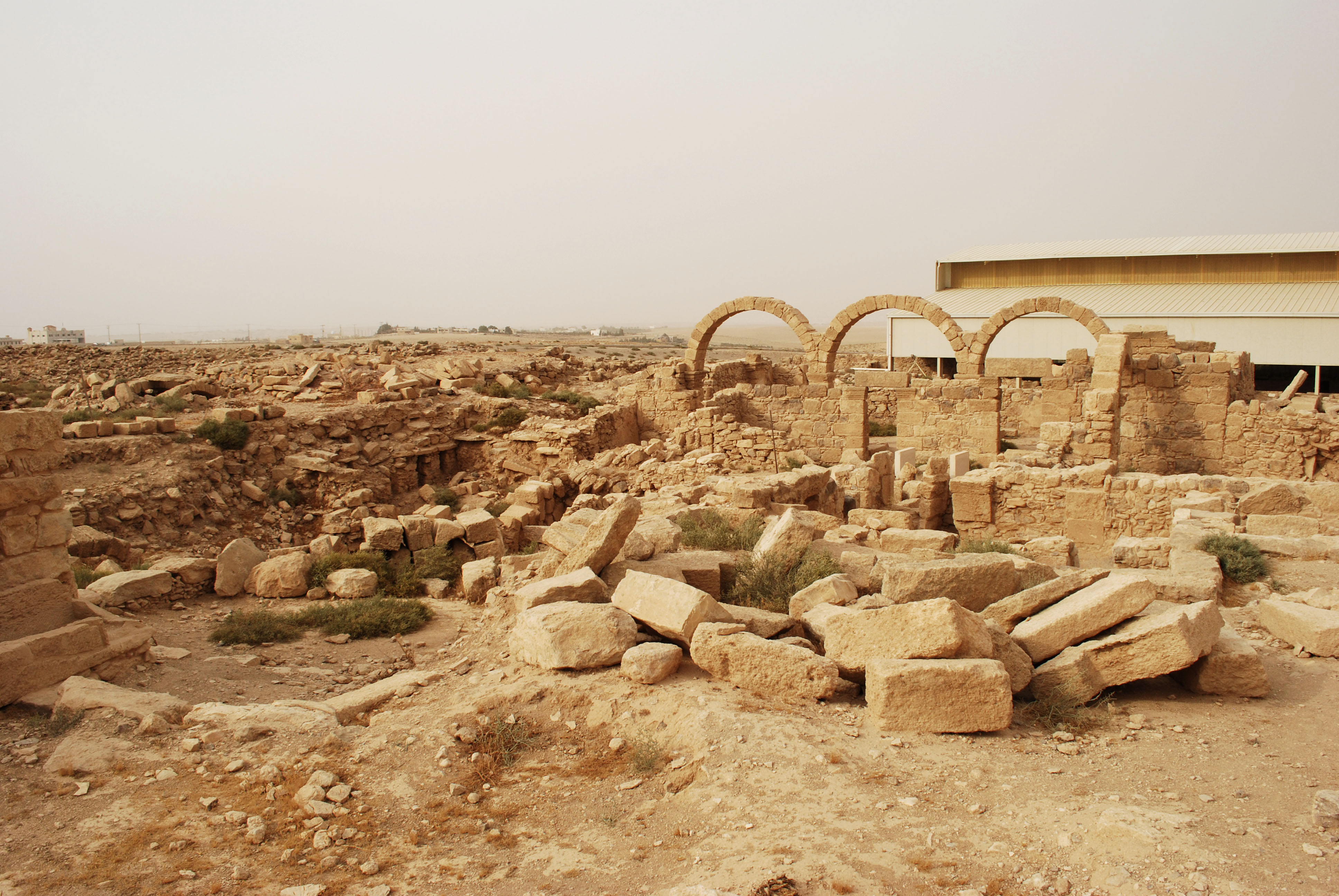
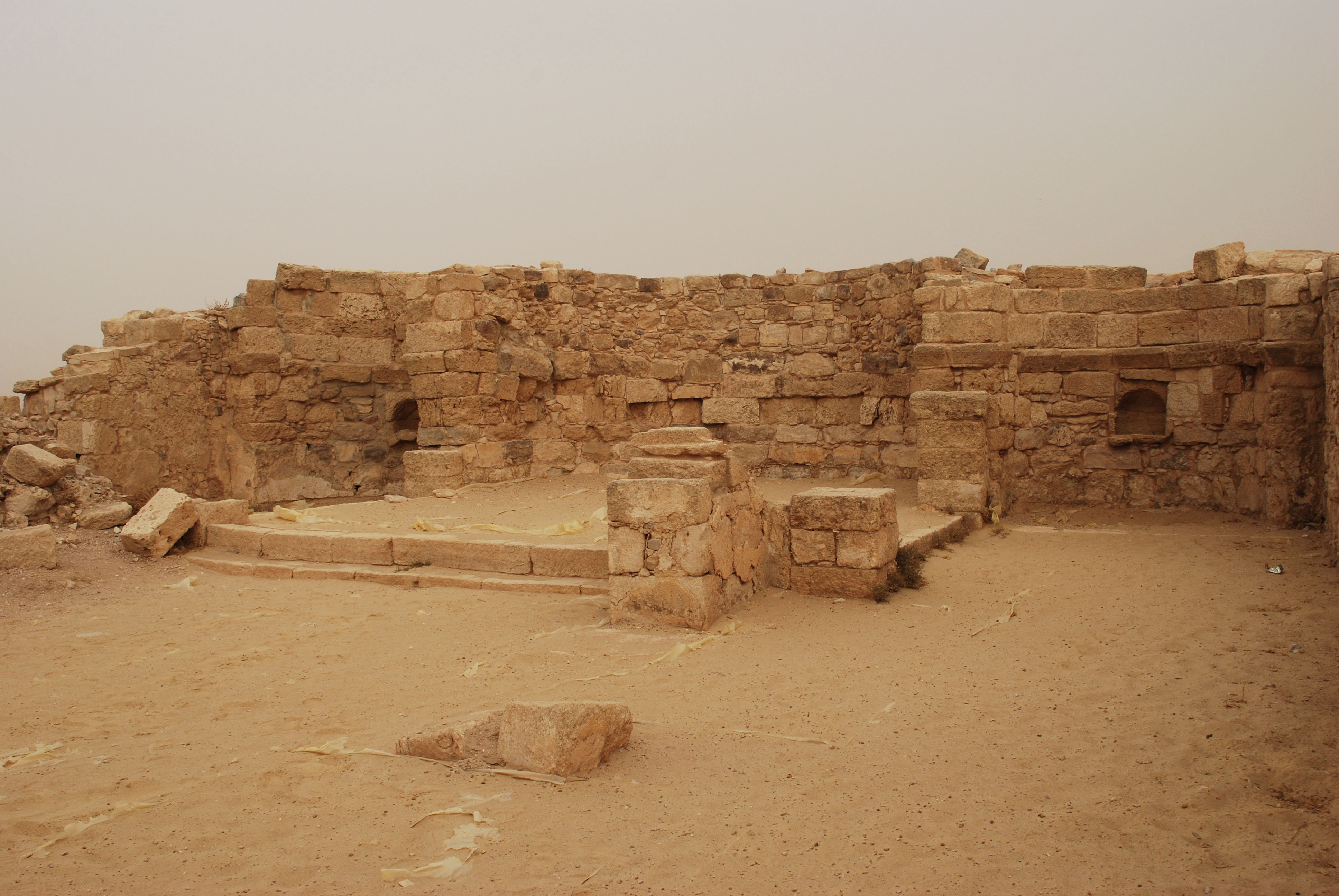

## وصلات خارجية
- Excursion to Jordan - 2004
- Churches in Um AL Rassas -Jordan , a mosaic of religious harmony
- Um Al Rassas to have new look in 2009
- Um er-Rasas (Kastrom Mefa'a) | UNESCO
- كنيسة القديس بولس في أم الرصاص